# Blakeslea trispora
Blakesléa tríspora (лат.) — вид зигомицетовых грибов, относящийся к роду Blakeslea. Типовой вид рода.

## Описание
Гетероталличный (раздельнополый) вид. Образует крупные (60—90(180) мкм в диаметре) сферические многоспоровые спорангии, часто с коронкой, сначала белого цвета, затем темнеющие до тёмно-коричневых, а также спорангиоли — мелкие яйцевидные спорангии 10—16×8—12 мкм, на разветвлённых спорангиеносцах, лишённые коронки, содержащие обычно по 3 споры. Стенки спорангиев покрыты кристаллами оксалата кальция. При созревании спорангии раскрываются двумя створками, выпуская споры. На бедных средах преобладают крупные спорангии на колумелле, при добавлении в среду питательных компонентов возрастает доля спорангиолей. Спорангиоспоры эллиптические или веретеновидные, 8—12×4—8 мкм, окрашенные, с несколькими бесцветными придатками.
Хламидоспоры интеркалярные, широкоэллиптические до веретеновидных или неправильной формы, 13—28×11—20 мкм.
В культурах зигоспорангии появляются на поверхности и внутри субстрата, окрашенные, с многочисленными неокрашенными зигоспорами.
Культуры сначала белые, затем с жёлтыми пятнами. Воздушный мицелий не септированный, в различной степени развитый. Спорангиофоры в основном на субстратном мицелии.

## Значение
Сверхпродуцент β-каротина и рибофлавина. Активно использовался для изучения триспоровых кислот, образуемых им при половом размножении.

## История описания

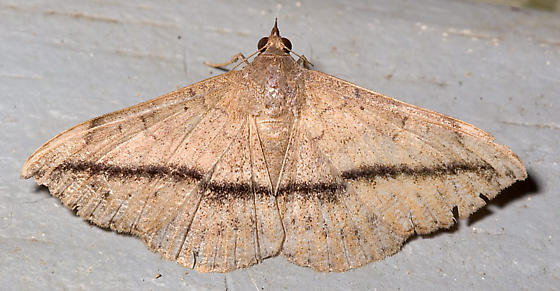
Совка Anticarsa gemmatilis

Впервые был описан в 1914 году в 58-м выпуске журнала Botanical Gazette американским микологом Роландом Тэкстером. Тип был выделен им из гусеницы совки Anticarsia gemmatalis, заражённой энтомопатогеном Nomuraea rileyi, собранной в 1912 году во Флориде Оуэном Фрэнсисом Бургером и присланной в Гарвардский университет из Гейнсвилла Хауардом Сэмюэлом Фосеттом. Назван им в честь Алберта Фрэнсиса Блексли за его вклад в изучение мукоровых грибов. В частности, именно Блексли открыл явление гетероталлизма у мукоровых.

## Применение
Путём биотехнологического синтеза из биомассы гриба получают ликопин.

## Синонимы
- Blakeslea tandonii M.D.Mehrotra, 1964
- Choanephora dichotoma Gandrup, 1923, nom. nud.
- Choanephora tandonii (M.D.Mehrotra) Milko, 1968
- Choanephora trispora (Thaxt.) S.Sinha, 1940